# ITの汁
『ITの汁』は、花くまゆうさくによる日本の4コマ漫画作品。ITをテーマとした無料新聞「東京IT新聞」に2007年2月から連載中。

## 概要
『メカアフロくん』などの花くまの他作品でも登場すキャラクター「アフロ」と「ハゲ社員」が主に登場。ITに関係するキーワードやトレンドを、面白おかしく紹介する。
放射線測定の機能が付いたスマートフォンやカツラ型のウェアラブル端末など、実際に商品化される前に、ネタとしてマンガ内で取り上げたことがある。
2012年4月、これまでの作品をまとめた電子書籍『ITの汁 〜ITが分かった気になる脱力4コマ』（東京IT新聞／インプレス刊）を刊行した。
2014年1月、アフロキャラクターについては海外レスラーの影響を受けたといい、ハゲ社員については工場勤務時代の同僚を参考にしたと東京IT新聞のイベントで明かしている。